# The Cure in Orange
The Cure in Orange est une vidéo du groupe The Cure filmée par Tim Pope lors du concert du 9 août 1986 dans le Théâtre antique d'Orange en Vaucluse. Sa durée est de 113 minutes. Elle a été publiée en novembre 1987 aux formats VHS et Laserdisc. Une première eut lieu à l'Odeon Marble Arch, une salle de cinéma à Londres, le 23 avril 1987.

## Liste des titres
| No  | Titre                                                                            | Auteur                                               | Durée |
| --- | -------------------------------------------------------------------------------- | ---------------------------------------------------- | ----- |
| 1.  | Introduction (diffusion de Relax extrait de l'album Blue Sunshine de The Glove)  | - Steven Severin - Robert Smith                      |       |
| 2.  | Shake Dog Shake                                                                  | Smith                                                |       |
| 3.  | Piggy in the Mirror                                                              | - Smith - Lol Tolhurst                               |       |
| 4.  | Play for Today                                                                   | - Simon Gallup - Matthieu Hartley - Smith - Tolhurst |       |
| 5.  | A Strange Day                                                                    | - Gallup - Smith - Tolhurst                          |       |
| 6.  | Primary                                                                          | - Gallup - Smith - Tolhurst                          |       |
| 7.  | Kyoto Song                                                                       | Smith                                                |       |
| 8.  | Charlotte Sometimes                                                              | - Gallup - Smith - Tolhurst                          |       |
| 9.  | In Between Days                                                                  | Smith                                                |       |
| 10. | The Walk                                                                         | - Smith - Tolhurst                                   |       |
| 11. | A Night Like This                                                                | Smith                                                |       |
| 12. | Push                                                                             | Smith                                                |       |
| 13. | One Hundred Years                                                                | - Gallup - Smith - Tolhurst                          |       |
| 14. | A Forest                                                                         | - Gallup - Hartley - Smith - Tolhurst                |       |
| 15. | Sinking                                                                          | Smith                                                |       |
| 16. | Close to Me                                                                      | Smith                                                |       |
| 17. | Let's Go to Bed                                                                  | - Smith - Tolhurst                                   |       |
| 18. | Six Different Ways                                                               | Smith                                                |       |
| 19. | Three Imaginary Boys                                                             | - Michael Dempsey - Smith - Tolhurst                 |       |
| 20. | Boys Don't Cry                                                                   | - Dempsey - Smith - Tolhurst                         |       |
| 21. | Faith                                                                            | - Gallup - Smith - Tolhurst                          |       |
| 22. | Give Me It                                                                       | Smith                                                |       |
| 23. | 10:15 Saturday Night                                                             | - Dempsey - Smith - Tolhurst                         |       |
| 24. | Killing an Arab                                                                  | - Dempsey - Smith - Tolhurst                         |       |
| 25. | Sweet Talking Guy (chanson du groupe The Chiffons diffusée pendant le générique) | - Eliot Greenberg - Doug Morris                      |       |

## Musiciens
- Robert Smith : chant, guitare
- Simon Gallup : basse
- Porl Thompson : guitare, claviers, saxophone
- Lol Tolhurst : claviers
- Boris Williams : batterie

## Certifications
The Cure in Orange est certifiée vidéo de platine aux États-Unis en janvier 1990 pour 100 000 exemplaires vendus.